# Racemobambos
Racemobambos  es un género  de plantas herbáceas de la familia de las poáceas, es el único género de la subtribu, Racemobambodinae. Es originario de Malasia, incluyendo el Archipiélago Bismarck y las Islas Salomón.

## Etimología
El nombre del género se compone de la palabra latina racemus (‘rama’ o ‘racimo’) y el nombre vernáculo malayo bambú, refiriéndose a las espiguillas en racimos.

## Especies
- Racemobambos ceramica
- Racemobambos clarkei
- Racemobambos congesta (Pilger) Holttum
- Racemobambos gibbsiae (Stapf) Holttum
- Racemobambos gibbsil
- Racemobambos kutaiensis
- Racemobambos mannii
- Racemobambos microphyllus
- Racemobambos prainii
- Racemobambos raynalii Holttum
- Racemobambos rigidifolia Holttum
- Racemobambos schultzii
- Racemobambos tessellata Holttum
- Racemobambos yunnanensis